# Касинета ди Луганяно
Касинѐта ди Луганя̀но (на италиански: Cassinetta di Lugagnano, на западноломбардски: Casinéta da Lügagnàn, Казинета да Люганян) е село и община в Северна Италия, провинция Милано, регион Ломбардия. Разположено е на 125 m надморска височина. Населението на общината е 1903 души (към 2012 г.).